# Oedura tryoni
Oedura tryoni (південний плямистий оксамитовий гекон) — вид геконоподібних ящірок родини диплодактилідів (Diplodactylidae). Ендемік Австралії.

## Поширення й екологія
Південні плямисті оксамитові гекони мешкають на південному сході Квінсленду та на північному сході Нового Південного Уельсу. Вони живуть у сухих склерофільних лісах і рідколіссях, де трапляються серед гранітних скель.